# Пенто
Пенто (также Пеунто, Пеун-То) — озеро в Ямало-Ненецком автономном округе России в центральной части полуострова Ямал. Находится в окружении других крупных озёр: к югу от озера Ямбуто, к западу от озера Яднето к востоку от озёр Ясавэйто и Юдерцятато и к юго-востоку от озера Палнато. На востоке вытекает река Пентосё, впадающая в Сёяху (бассейн Карского моря). Впадают многочисленные ручьи: Пентотанё, Нюдя-Пентотанё, Юпадасё и другие.
Площадь озера — 74,7 км². Площадь водосбора — 391 км². Высота уреза воды над уровнем моря — 16 метров. Водоём имеет округлую форму, при этом береговая линия на западе более изрезана (длина — 11,6 км, максимальная ширина в центральной части — 11,1 км). 
Берега на северо-востоке, востоке и юго-востоке крутые, поросшие типичной тундровой растительностью. Длина береговой линии составляет 43 км. Обширные отмели в прибрежной части.
Озеро богато рыбой. В нём водятся сиг-пыжьян, ряпушка, пелядь, чир, арктический голец, хариус, щука, налим, елец, гольян, девятииглая колюшка. Гораздо реже встречаются тугун, таймень и язь.